# マクリーノ・ダルバ

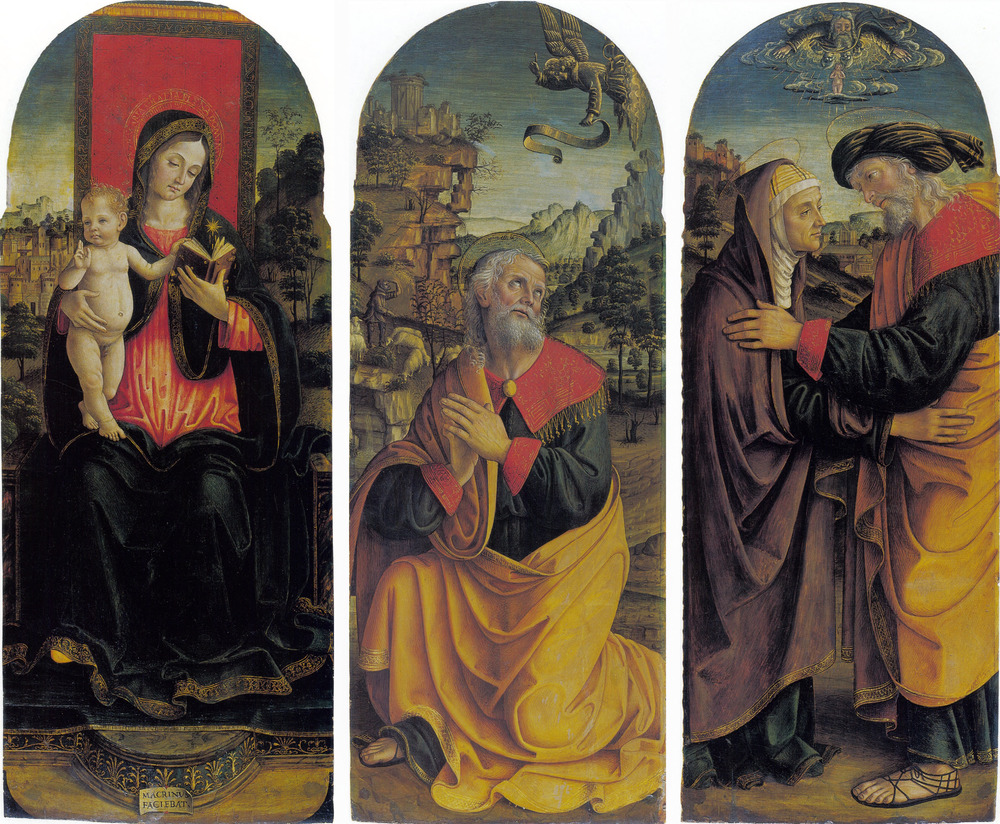
マクリーノ・ダルバ作、『玉座に座る聖母子』、シュテーデル美術館

マクリーノ・ダルバ（Macrino d'Alba）の仇名で知られているジャン・ジャコモ・デ・アッラーディオ（Gian Giacomo de Alladio、1460年から1465年ころの間の生まれ、1520年ころに没）は、イタリアの画家である。1495年から1513年の間、イタリア北西部のピエモンテやパヴィーアで活躍したことが知られている。

## 略歴
マクリーノ・ダルバに関する情報は限られていて15世紀から16世紀にピエモンテ地域で描かれたと考えられる作品はマクリーノ・ダルバの作品とされることが多かったが、近年研究が進んできている。ピエモンテのアルバの名家の出身で、仇名のマクリーノ・ダルバは、出身地がアルバであることと、痩せた外見からきているとされるがトリノの美術館（Museo civico d'arte antica）にある自画像とされる作品はそれほど痩せて描かれていない。
地元で誰から絵を学んだかは知られていないが、1490年頃になって有力者の支援を受けてローマに修行にでたとされていて教皇庁で働いていたルカ・シニョレッリ（c.1450-1523）やペルジーノ(c.1448-1523)といった有名な画家から影響を受けた。特にマクリーノ・ダルバの絵のスタイルがピントゥリッキオ（1454-1513）に似ていることからピントゥリッキオの工房で働いた可能性が高い。
ローマから故郷に戻ると、ピエモンテにローマで学んだ革新的な絵画のスタイルをもたらし、1495年に描いた聖母子と4人の聖人を描いた三連祭壇画や1896年のチェルトーザ・ディ・パヴィーアの多翼祭壇画、アスティ近くの修道院（Certosa di Valmanera）の多翼祭壇画にはピントゥリッキオの影響が強くみられる
モンフェッラート侯国でのマクリーノ・ダルバの画家としての評価は揺るぎのないものであったが、アスティではガンドルフィーノ・ダスティ（Gandolfino d'Asti: fl.1493-1518）という地元の画家と競うことになった。東ローマ帝国の貴族、パレオロゴス家の分家でモンフェッラート侯国を支配したパレオロゴス家の宮廷から多くの注文を得て肖像画も描いた。

## 作品

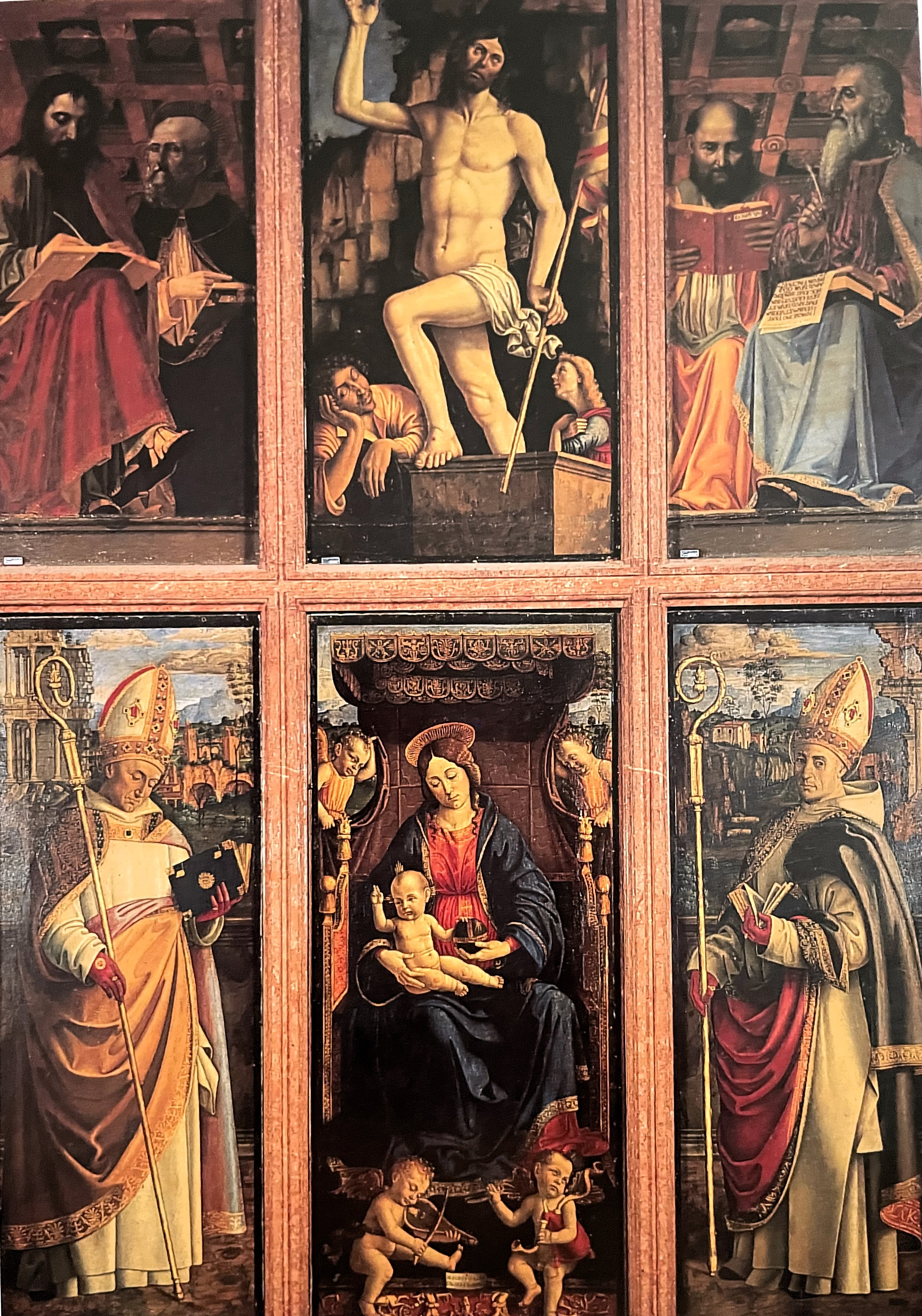
"pala Certosa" パヴィア修道院の宗教画
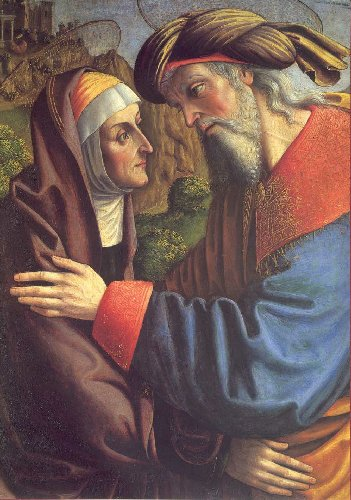
聖アンナと聖ヨアヒム
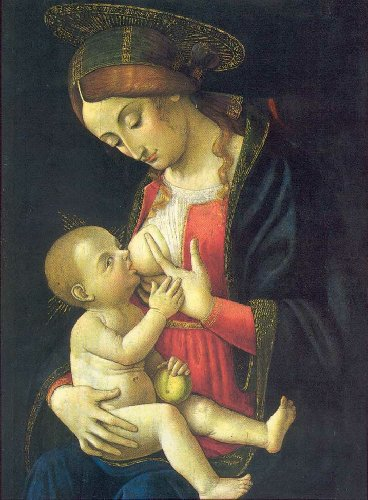
キリストと授乳させるマリア
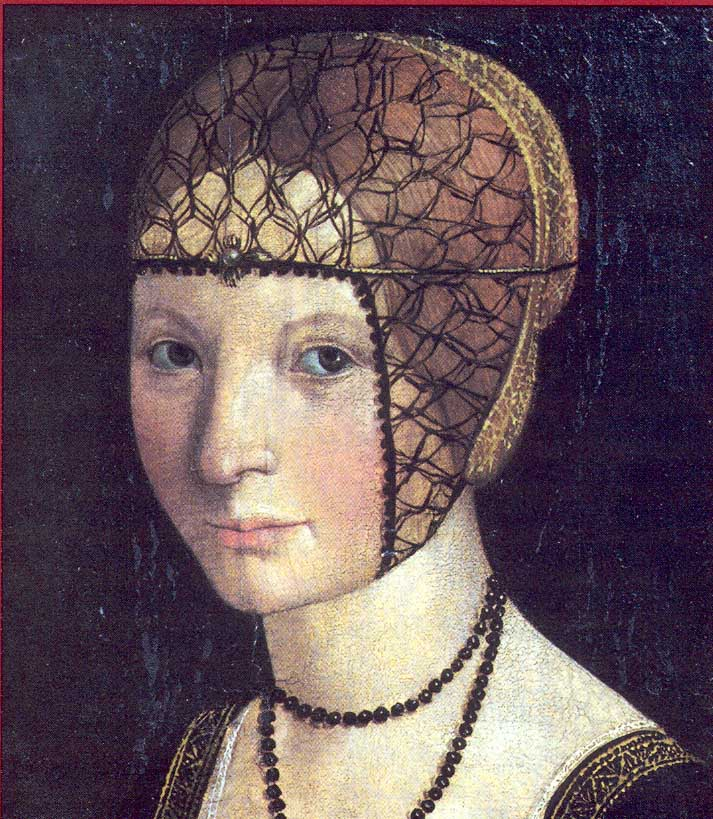
モンフェッラート侯グリエルモ9世の妃アンヌ・ダランソンの肖像